# Metalloleptura gahani
Metalloleptura gahani är en skalbaggsart som först beskrevs av Plavilstshikov 1921.  Metalloleptura gahani ingår i släktet Metalloleptura och familjen långhorningar.
Artens utbredningsområde är Laos. Inga underarter finns listade i Catalogue of Life.